# Benjamin Pittet
Pour les articles homonymes, voir Pittet.
Benjamin Pittet, né le 1er septembre 1808 à Pampigny et mort le 9 juin 1864 à Lausanne, est un avocat, un substitut de procureur et une personnalité politique suisse.

## Biographie
De confession protestante, originaire de Pampigny, Benjamin Pittet est le fils de Louis Gabriel Pittet et de Pernette Françoise Chenuz. Il épouse Louise Magnenat. Il obtient une licence en droit à Lausanne, puis son brevet d'avocat en 1835. Il est avocat à la cour d'appel entre 1836 et 1845, puis substitut du procureur général à Morges, puis à Vevey, entre 1846 et 1848. Il est membre du conseil général et président du conseil supérieur de la Banque cantonale vaudoise dès 1855, ainsi que major dans les carabiniers de l'Armée suisse.

### Parcours politique
Benjamin Pittet est membre du Parti radical-démocratique. Il est député au Grand Conseil vaudois de 1838 à 1841 et de 1843 à 1861 ; il en est le président en 1848. Il est élu au Conseil d'État en 1848, lorsque Henri Druey est élu au premier Conseil fédéral. Lorsqu'il manque sa réélection au Grand Conseil en 1861, il décide de ne pas se représenter au Conseil d'État. Il est en parallèle Conseiller national du 6 novembre 1848 au 30 novembre 1851,,.